# (4947) Ninkasi
(4947) Ninkasi ist ein Asteroid des Amor-Typs, der am 12. Oktober 1988 von Carolyn S. Shoemaker am Palomar-Observatorium entdeckt wurde.